# Diabaz
Diabaz (grška. Διαβαίνω diabainō, "iti skozi") ali dolerit ali mikrogabro je žilnina ali predornina gabrske skupine z diabazno strukturo, ki je po sestavi iz nizkotemperaturnih paličastih plagioklazov (albita), ilmenita, klorita, levkoksena, sericita, avgita in kalcita. Sodi med osnovne kamnine. Diabaz ima porfirsko strukturo kar pomeni, da posamezna mineralna zrna plavajo v kriptokristalni osnovi. V kamnini je pogosto vidna albitizacija, kloritizacija in kalcifikacija.
V geološki literaturi ZDA je diabaz, kot bazaltna, srednje zrnata subvulkanska (hypabyssales) kamnina, imenovana dolerit, kar približno ustreza običajnemu nemškemu razumevanju.
Mednarodna zveza za geoloških znanosti (International Union of Geological Sciences, IUGS) odsvetuje nadaljnjo uporabo izraza diabaz in priporoča uporabo izraza dolerit ('mikrogabro'). V novejših geoloških kartah torej najdemo tradicionalni izraz diabaz tudi za formacije kot so spilit, pikrit ali metabazalt. Izraz diabaz je obravnavan v nadaljevanju v smislu uveljavljenega pogleda in dolgotrajne uporabe v nemško govorečem svetu, kot tudi v Sloveniji.

## Struktura in mineralna sestava
Diabaz ima gosto, fino do srednje zrnato strukturo. V nekaterih različicah ima lahko večje utrošnike glinencev (na primer ortoklaza), ki dajejo kamnini porfiritno teksturo. Značilna v tem primeru je mešanica neurejenih glinencev.
Matična kamnina diabaz je bila prvotno tholeiitne-bazaltne sestave. Tipična zelenkasta barva je posledica anhimetamorfoze kamnine, predhodnika metamorfoze. Je posledica tvorbe klorita in rogovače iz avgita in pretvorba delcev glinencev v epidote. Kalcij v plagioklazu se tudi delno pretvori v kalcit.
Diabaz ima nenavadno visoko gostoto, lahko do 3.000 kg / m³ in velja za zelo odpornega na vremenske vplive. 

## Pojavljanje
Diabaz se pojavlja kot magmatska kamnina v mnogih paleozojskih kamninskih enotah, zlasti v Variscii  v srednji in zahodni Evropi. Predstavljajo podmorske vulkanske aktivnosti v paleozojskih morskih bazenih, ki so se pozneje, med Variscansko orogenezo, potisnile skupaj in priložile v evropski kontientalni blok (Baltica). V Nemčiji se pogosto pojavlja v devonskih in spodnje karbonskih skrilavcih, med drugim v obliki blazine lave ali kot diabazne breče in diabazni tuf.
V Thüringisch-Fränkisch-Vogtländischen Schiefergebirge je diabaz dosledno devonske starosti. So tipični kupolasti, zlasti v pokrajinah Vogtland. Geotouristična atrakcija je 'kamnita roža' pri Saalburgu, naravni spomenik, katerega sedanja oblika je nastala kot tipično preperevanje blazinaste lave.
V Renskem centralnem masivu predstavlja zgornji devonski diabaz najbolj pomembno vulkansko fazo Dill- in Lahn depresije. Diabaz srednjega in zgornjega devona v Sauerlandu, se imenuje Hauptgrünsteinzug.
Diabazi so pogosti v devonu in karbonu južne Anglije. Druga evropska nahajališča so opisana iz silurjeve praške kotline, pa tudi na Finskem, v Indiji in Turčiji.

## Gospodarski pomen in uporaba
Diabaz so predelovali že s kamenodobnimi orodji, kot so osi, sekire, rezila, svedri ali strgala. Danes se uporablja pri gradnji cest, za nagrobnike ali kamnite skulpture in redkeje kot poliran naravni kamen za talne obloge in fasadne plošče.
Diabaz so včasih uporabljali kot gradbeni material pogosto za stebre, spomenike in nagrobnike. Kiparji oblikujejo, brusijo in polirajo skulpture iz diabaza, ker vzpostavlja napetost med polituro in grobo površino. Diabaz se lahko relativno dobro ročno obdeluje. Če se diabaza dotaknete z dlanmi, ta pobere maščobo iz vaše kože in nastane tako imenovani občutek lepote in sijaja. Le redke vrste diabaza se danes predelajo v nagrobne kamne. Diabaz se lahko uporablja za nasutje ali za tlakovce. Uporablja se v gradbeni industriji za fasadne plošče, tla in obloge stopnic. Diabaz se, poleg bazalta, fino mlet uporablja kot dodatek za izboljšanje tal.
Občasno se diabaz uporablja tudi kot agregat za beton visoke gostote.

## Naravni kamen
Izbor diabaza, ki se uporablja kot naravni kamen:
- Hessisch-Neugrün, Gladenbach Rachelhausen, Steffensberg-Steinperf, Bad Endbach-Hartenrod, Bad Endbach-Bottenhorn, Bad Endbach-Dernbach in Holzhausen, vse v okrožju Marburg-Biedenkopf v Hessnu
- Diabaz Nakkila (Nakkila na Finskem)
- Eurajoki (Eurajoki na Finskem)
- Baringdong Dark in Baringdong Light (Ba Rinh Dong v Vietnamu)
- Verde Indija (Halebid in Harnahalli v Indiji)
- Pista Green (Chamrajnagar v Indiji)
- Gemlik (Gemlik pri Bursi, Turčija)[6]